# Verga

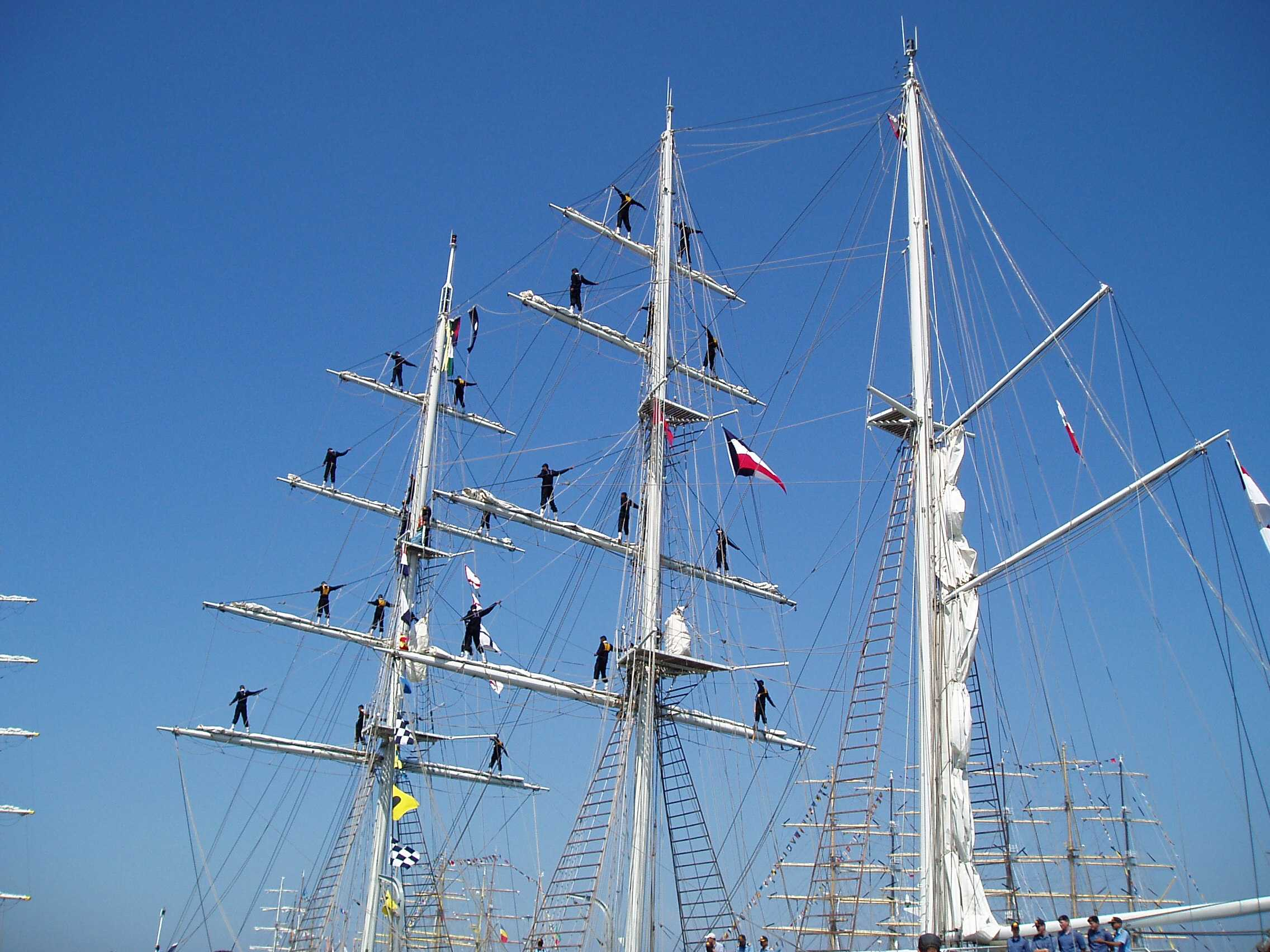
Marinheiros nas vergas de um veleiro

A verga é, em náutica, um pau — de madeira ou metal — simplesmente apoiado ao mastro do navio e ao qual se prende uma vela.
Nos veleiros tradicionais eram suspensas horizontalmente ao mastro e era dela que caíam as velas. Nas velas de tipo aúrico a verga começou a inclinar-se e assim conseguiram-se melhores resultados a navegar próximo da linha do vento.
A verga das velas tipo  latino chama-se antena.